# Высшая аудиторская палата Казахстана
Высшая аудиторская палата Республики Казахстан (каз. Қазақстан Республикасының Жоғары аудиторлық палатасы) — осуществляет внешний государственный аудит и финансовый контроль и является непосредственно подчиненной и подотчетной Президенту Республики Казахстан.
Палата является юридическим лицом в организационно-правовой форме государственного учреждения. 
Положение о Высшей аудиторской палате утверждено указом Президента Республики Казахстан №5 от 26 ноября 2022 года.

## История
- Народный комиссариат рабоче-крестьянской инспекции — 1920—1934 гг.
- Народный комиссариат государственного контроля — 1940—1946 гг.
- Министерство государственного контроля Казахской ССР — 1950-е
- Комитет партийно-государственного контроля ЦК КП Казахстана и Совета Министров Казахской ССР — начало 60-х
- Комитет народного контроля Казахской ССР — 1965—1990 гг.
- Контрольная Палата Верховного Совета Республики Казахстан — 1993—1995 гг.
- Счётный комитет по контролю за исполнением республиканского бюджета — 1996—2022 г.
- Высшая аудиторская палата с 26 ноября 2022 г.

Счётный комитет образован в соответствии с Указом Президента Республики Казахстан от 19 апреля 1996 года. Указом Президента Республики Казахстан от 5 августа 2002 года № 917 утверждено ныне действующее Положение о Счётном комитете по контролю за исполнением республиканского бюджета.
26 ноября 2022 года подписан указ Президента Казахстана о создании Высшей аудиторской палаты Республики Казахстан.

## Полномочия
В соответствии с Главой 2 Положения о Высшей аудиторской палете Республики Казахстан, палата имеет соответствующие права и обязанности:
Права: 
- участвовать в реализации бюджетной политики, разрабатывать предложения по совершенствованию бюджетного законодательства Республики Казахстан и развитию финансовой системы Республики Казахстан и представлять их на рассмотрение соответствующим уполномоченным органам;
- заслушивать соответствующую информацию должностных лиц объектов государственного аудита по вопросам, связанным с проведением внешнего государственного аудита;
запрашивать и анализировать аудиторские отчеты органов государственного аудита и финансового контроля с учетом соблюдения режима секретности, служебной, коммерческой или иной охраняемой законом тайны и давать рекомендации по повышению качества государственного аудита;
- осуществлять контроль результатов аудита, проводимого в соответствии с законодательством Республики Казахстан об аудиторской деятельности и о государственном аудите, по вопросам использования бюджетных средств, кредитов, связанных грантов, активов государства и субъектов квазигосударственного сектора, государственных и гарантированных государством займов, а также займов, привлекаемых под поручительство государства;
- представлять от имени ревизионных комиссий их интересы во взаимодействии с центральными государственными органами;
по согласованию с Администрацией Президента Республики Казахстан вносить маслихатам областей, городов республиканского значения, столицы представление на назначение (освобождение) председателя ревизионной комиссии;
- выносить обязательные для исполнения всеми государственными органами, организациями и должностными лицами предписания об устранении выявленных нарушений и о рассмотрении ответственности лиц, их допустивших;
- возбуждать административное производство в пределах компетенции, предусмотренной законодательством Республики Казахстан об административных правонарушениях;
рассматривать дела об административных правонарушениях, составлять по ним протоколы и налагать административные взыскания в порядке, предусмотренном законодательством Республики Казахстан об административных правонарушениях;
- привлекать для проведения государственного аудита соответствующих специалистов государственных органов (по согласованию с ними), а также при необходимости аудиторские организации, экспертов с оплатой при необходимости их услуг из республиканского бюджета в пределах выделенных средств;
- выносить рекомендации по совершенствованию бюджетного и иного законодательства Республики Казахстан, в том числе в области обеспечения национальной безопасности, разрабатывать и согласовывать нормативные правовые акты Республики Казахстан по вопросам государственного аудита и финансового контроля;
- принимать правовые акты для координации работы уполномоченных органов внешнего государственного аудита и финансового контроля, в том числе по взаимодействию с другими государственными органами или организациями;
- размещать информацию о своей деятельности в средствах массовой информации с учетом обеспечения режима секретности, служебной, коммерческой или иной охраняемой законом тайны;
- издавать периодические сборники принятых Высшей аудиторской палатой актов, бюллетени, журналы и другие издания;
- осуществлять взаимодействие с соответствующими органами и международными объединениями других государств, заключать соглашения о сотрудничестве, участвовать в проведении совместных, параллельных проверок и экспертно-аналитических мероприятий, входить в состав указанных международных объединений;

Обязанности:
- выполнять поручения Президента Республики Казахстан по вопросам, связанным с осуществлением государственного аудита и финансового контроля, а также иные отдельные поручения Президента Республики Казахстан;
- ежеквартально представлять Президенту и Парламенту Республики Казахстан информацию о работе Высшей аудиторской палаты, а также Президенту Республики Казахстан ежегодную информацию о показателях работы органов государственного аудита и финансового контроля, Парламенту Республики Казахстан – ежегодный отчет об исполнении республиканского бюджета за отчетный финансовый год, который по своему содержанию является заключением к соответствующему отчету Правительства Республики Казахстан;
- принимать меры по устранению выявленных (выявляемых) в ходе государственного аудита и экспертно-аналитических мероприятий нарушений и недостатков; 
- принимать меры по анализу и выявлению рисков экономической безопасности в пределах представленных полномочий;
осуществлять оценку деятельности органов государственного аудита и финансового контроля;
- в случаях выявления признаков уголовных или административных правонарушений в действиях должностных лиц объекта государственного аудита передавать материалы с соответствующими аудиторскими доказательствами в правоохранительные органы или органы, уполномоченные возбуждать и (или) рассматривать дела об административных правонарушениях;
- предъявлять иски в суд в соответствии с законодательством Республики Казахстан, в том числе в целях обеспечения возмещения в бюджет, восстановления путем выполнения работ, оказания услуг, поставки товаров и (или) отражения по учету выявленных сумм нарушений и исполнения предписания;
- осуществлять регистрацию проверок в уполномоченном органе по правовой статистике и специальным учетам в соответствии с законодательством Республики Казахстан; 
- организовывать работу Национальной комиссии по сертификации лиц, претендующих на присвоение квалификации государственного аудитора;
- обеспечивать в пределах своей компетенции принятие мер по противодействию коррупции;
- размещать в единой базе данных по государственному аудиту и финансовому контролю материалы государственного аудита и финансового контроля, за исключением материалов государственного аудита и финансового контроля уполномоченного органа по регулированию, контролю и надзору финансового рынка и финансовых организаций, содержащих охраняемую законом тайну, в сроки, установленные законодательством Республики Казахстан.

## Состав и формирование
Структуру Высшей аудиторской палаты образуют Председатель, члены и аппарат палаты. Руководство Высшей аудиторской палатой осуществляется Председателем Высшей аудиторской палаты, который несет персональную ответственность за выполнение возложенных на Высшую аудиторскую палату задач и осуществление ею своих полномочий.
Председатель и 2 члена Высшей аудиторской палаты назначаются от Президента, по 3 члена назначаются от Сената и Мажилиса Парламента.
Руководство высшей аудиторской палаты (на 1 июля 2024 года):
— Председатель ВАП РК - Смаилов Алихан Асханович
— Член ВАП РК - Ахметов Рашит Сайранович

— Член ВАП РК - Бортник Михаил Михайлович

— Член ВАП РК - Каскин Тлеген Тулегенович

— Член ВАП РК - Нуржанов Нурлан Амангельдиевич

— Член ВАП РК - Нурпеисов Рустем Еслямбекович

— Член ВАП РК - Рахимов Расул Нурланович

— Член ВАП РК - Тенгебаев Ардак Мырзабаевич

— Член ВАП РК - Энгель Юлия Фёдоровна

— Руководитель аппарата ВАП РК - Абдрасилов Кундызбек Болатович
Аппарат палаты возглавляется руководителем аппарата, назначаемый на должность и освобождаемый от должности Председателем Аудиторской палаты.

## Структура
На 2024 год:
- Департамент аудита реального сектора экономики
- Департамент аудита государственного управления
- Департамент аудита социальной сферы и правопорядка
- Департамент аудита квазигосударственного сектора
- Департамент анализа и отчетности
- Департамент планирования и развития
- Департамент международного сотрудничества
- Департамент сертификации и организационной работы
- Департамент внутренней безопасности
- Юридический департамент
- Сектор государственных секретов
- Сектор управление персоналом
- Сектор финансов и материального обеспечения
- ТОО «Центр исследований, анализа и оценки эффективности»

## Руководители

### Народный комиссариат рабоче-крестьянской инспекции
Образован в октябре 1920 г. на базе Краевого комиссариата рабоче-крестьянской инспекции Киргизского края. В феврале 1924 г. объединен с Киргизской областной контрольной комиссией РКП(б). Ликвидирован в феврале 1934 г.
1. Баландин, Николай Иванович октябрь 1920 г. — июнь 1921 г.
2. Сергеев, Сергей Дмитриевич июнь 1921 г. — октябрь 1921 г.
3. Алибеков, Алиаскар Мендиарович октябрь 1921 г. — январь 1924 г.
4. Авдеев, Александр Дмитриевич февраль 1924 г. — [ноябрь] 1925 г.
5. Морозов, Иван Титович ноябрь 1925 г. — [февраль 1928 г.]
6. Богданов, Иван Анфильевич февраль 1928 г. — январь 1931 г.
7. Фектер, Андрей Яковлевич февраль 1931 г. — октябрь 1932 г.
8. Егоров, Яков Георгиевич январь 1933 г. — февраль 1934 г.

### Народный комиссариат государственного контроля
Образован постановлением Совнаркома КазССР от 27 ноября 1940 г. на основании Указа Президиума Верховного Совета КазССР от 5 октября 1940 г. В марте 1946 г. преобразован в Министерство государственного контроля КазССР, функционировавшее до 1958 г.
1. Койшигулов, Ахмеджан ноябрь 1940 г. — февраль 1942 г.
2. Орехов, Пётр Григорьевич апрель 1942 г. — январь 1943 г.
3. Онгарбаев, Акай январь 1943 г. — март 1946 г.

### Министр государственного контроля Казахской ССР
1. Онгарбаев, Акай (1951)
2. Жусупов, Абжан Суйкумбаевич. (1955)

### Председатель Комитета партийно-государственного контроля ЦК КП Казахстана и Совета Министров Казахской ССР
1. Козлов, Георгий Алексеевич. (1963)

### Председатель Комитета народного контроля казахской ССР
1. Козлов, Георгий Алексеевич. (1967)
2. Канцеляристов, Пётр Семёнович. (1971), (1975), (1980)
3. Исаев Борис Васильевич (1985)

### Счётный комитет
| № | ФИО                               | Годы                             |
| - | --------------------------------- | -------------------------------- |
| 1 | Утебаев, Мусиралы Смаилович       | 1996 — январь 2002               |
| 2 | Кулекеев, Жаксыбек Абдрахметович  | январь 2002 — июнь 2003          |
| 3 | Оксикбаев, Омархан Нуртаевич      | июнь 2003 — сентябрь 2012        |
| 4 | Мусин, Аслан Еспулаевич           | сентябрь 2012 — январь 2014      |
| 5 | Джанбурчин, Козы-Корпеш Есимович  | январь 2014 — февраль 2017       |
| 6 | Абдибеков, Нурмухамбет Канапиевич | март 2017 — 20 февраля 2018      |
| 7 | Наталья Николаевна Годунова       | 20 февраля 2018 — 28 ноября 2022 |

### Высшая аудиторская палата
| № | ФИО                         | Годы                           |
| - | --------------------------- | ------------------------------ |
| 1 | Наталья Николаевна Годунова | 28 ноября 2022 — 1 апреля 2024 |
| 2 | Алихан Асханович Смаилов    | 1 апреля 2024 — н.в.           |